# Johovica (Bosanski Novi, BiH)
Johovica je naseljeno mjesto u sastavu općine Bosanski Novi, Republika Srpska, BiH.

## Stanovništvo
| Johovica           |              |
| godina popisa      | 1991.        |
| Srbi               | 179 (95,72%) |
| Hrvati             | 1 (0,53%)    |
| Muslimani          | 0            |
| Jugoslaveni        | 7 (3,74%)    |
| ostali i nepoznato | 0            |
| ukupno             | 187          |